# Carlos Mazón
Carlos Arturo Mazón Guixot (ur. 8 kwietnia 1974 w Alicante) – hiszpański samorządowiec i urzędnik, parlamentarzysta regionalny, od 2023 prezydent Walencji (przewodniczący Generalitat Valenciana).

## Życiorys
Syn lekarza hepatologa Carlosa, wnuk przedsiębiorcy i właściciela klubu Hércules CF Alfonso Guixota. W latach 1992–1997 studiował prawo na Uniwersytecie w Alicante, przez kilka lat wykonywał ten zawód.
W wieku 18 lat wstąpił do młodzieżówki Nuevas Generaciones i do Partii Ludowej. Od 1999 do 2003 kierował instytutem młodzieży we wspólnocie autonomicznej Walencji. Następnie w ramach walenckich władz lokalnych kierował od 2003 do 2007 działem ds. handlu, bezpieczeństwa przemysłowego i konsumpcji. W 2007 wybrany do rady prowincji Alicante, został jej wiceprzewodniczącym. Odszedł ze stanowiska w 2009 w związku z powołaniem na dyrektora zarządzającego izby handlu, przemysłu, usług i nawigacji w Alicante.
W 2019 ponownie zasiadł w radzie prowincji, objął funkcję jej przewodniczącego. W kolejnych latach wybierany także liderem Partii Ludowej na poziomie prowincji (2021) i wspólnoty autonomicznej (2022). W 2023 wybrany radnym autonomicznego parlamentu Corts Valencianes jako lider listy. 17 lipca 2023 objął funkcję prezydenta wspólnoty autonomicznej Walencji po zawarciu koalicji ludowców z Vox.

## Życie prywatne
Żonaty, ma dwie córki. Należał do kwartetu Marengo, który uczestniczył w krajowych eliminacjach do Konkursu Piosenki Eurowizji 2011.

## Odznaczenia
- Biały Krzyż „Honor et Gloria” – Ukraina, 2024[5]